# Condado de Adair (Misuri)
El condado de Adair (en idioma inglés: Adair County) es un condado en el estado estadounidense de Misuri. En el censo de 2000 el condado tenía una población de 24.977 habitantes. Forma parte del área micropolitana de Kirksville. La sede de condado es Kirksville. El condado fue fundado el 29 de enero de 1841 y fue nombrado en honor a John Adair, el octavo Gobernador de Kentucky.

## Geografía
Según la Oficina del Censo, el condado tiene un área total de 1.475 km² (569 sq mi), de la cual 1.469 km² (567 sq mi) es tierra y 6 km² (2 sq mi) (0,41%) es agua.

### Condados adyacentes
- Condado de Schuyler (norte)
- Condado de Scotland (noreste)
- Condado de Knox (este)
- Condado de Macon (sur)
- Condado de Linn (suroeste)
- Condado de Sullivan (oeste)
- Condado de Putnam (noroeste)

## Autopistas importantes
- U.S. Route 63
- Ruta Estatal de Misuri 3
- Ruta Estatal de Misuri 6
- Ruta Estatal de Misuri 11
- Ruta Estatal de Misuri 149

## Demografía
En el  censo de 2000, hubo 24.977 personas, 9.669 hogares y 5.346 familias residiendo en el condado. La densidad poblacional era de 44 personas por milla cuadrada (17/km²). En el 2000 había 10.826 unidades unifamiliares en una densidad de 19 por milla cuadrada (7/km²). La demografía del condado era de 95,82% blancos, 1,20% afroamericanos, 0,26% amerindios, 1,39% asiáticos, 0,05% isleños del Pacífico, 0,41% de otras razas y 0,88% de dos o más razas. 1,26% de la población era de origen hispano o latino de cualquier raza. 
La renta promedio para un hogar del condado era de $26.677 y el ingreso promedio para una familia era de $38.085. En 2000 los hombres tenían un ingreso medio de $26.323 versus $21.837 para las mujeres. La renta per cápita para el condado era de $15.484 y el 23,30% de la población estaba bajo el umbral de pobreza nacional.

## Ciudades y pueblos
| - Brashear - Gibbs - Greentop | - Kirksville - Millard | - Novinger - Yarrow |

### Municipios
- Municipio de Benton
- Municipio de Clay
- Municipio de Liberty
- Municipio de Morrow
- Municipio de Nineveh
- Municipio de Pettis
- Municipio de Polk
- Municipio de Salt River
- Municipio de Walnut
- Municipio de Wilson